# 切斯特維爾 (馬里蘭州)
切斯特維爾（英語：Chesterville）是位於美國馬里蘭州肯特縣的一個非建制地區。

## 地理
切斯特維爾所處的海拔為高於海平面16米（即52英呎），而該地所採用的時區為UTC-5，即北美东部時區（EST）。同時該地設有夏令時間，為UTC-5調快一小時，即UTC-4（EDT）。